# 장재환
장재환(在煥)(1960-   ) 육군사관학교 39기 졸업 2008년 준장 승진후 2011년 소장에서 2014년 중장으로 승진. 제 7군단장에 이어 2016년 육군교육사령관에 부임후 전역.